# Galatina
Galatina é uma comuna italiana da região da Puglia, província de Lecce, com cerca de 28.081 habitantes. Estende-se por uma área de 81 km², tendo uma densidade populacional de 347 hab/km². Faz fronteira com Aradeo, Copertino, Corigliano d'Otranto, Cutrofiano, Galatone, Lequile, Nardò, Seclì, Sogliano Cavour, Soleto.

## Demografia
| Variação demográfica do município entre 1861 e 2011                               |
|                                                                                   |
| Fonte: Istituto Nazionale di Statistica (ISTAT) - Elaboração gráfica da Wikipedia |